# Oligostigma flavimarginalis
Oligostigma flavimarginalis là một loài bướm đêm trong họ Crambidae.